# Calocheiridius crassifemoratus moderatus
Calocheiridius crassifemoratus moderatus es una subespecie de arácnido del orden Pseudoscorpionida de la familia Olpiidae.

## Distribución geográfica
Se encuentra en Chad.